# 葉室頼重
葉室頼重（はむろ よりしげ、寛文9年（1669年）3月19日 - 宝永2年（1705年）7月20日）は、江戸時代前期の公卿。

## 官歴
- 延宝3年（1675年）：従五位上、右衛門権佐
- 延宝4年（1676年）：左衛門権佐
- 延宝7年（1679年）：正五位下
- 延宝8年（1680年）：権右少弁
- 天和元年（1681年）：右少弁、蔵人、正五位上
- 天和2年（1682年）：左少弁
- 天和3年（1683年）：右中弁、春宮大進
- 貞享4年（1687年）：蔵人頭、右大弁、従四位下
- 元禄元年（1688年）：正四位上
- 元禄4年（1691年）：従三位、参議、左大弁
- 元禄8年（1695年）：権中納言、賀茂伝奏、正三位
- 元禄10年（1697年）：踏歌外弁
- 元禄14年（1701年）：従二位

## 系譜
- 父：葉室頼孝
- 弟：橋本実松
- 弟：葉室頼胤